# Барнс Осей
Барнс Осей (англ. Barnes Osei, нар. 8 січня 1995, Аккра) — ганський футболіст, нападник грузинського клубу «Динамо» (Тбілісі).
Виступав, зокрема, за клуб «Академіка», а також молодіжну збірну Гани.

## Клубна кар'єра
Народився 8 січня 1995 року в місті Аккра. Вихованець футбольної школи клубу «Пасуш ді Феррейра». Дорослу футбольну кар'єру розпочав 2013 року в основній команді того ж клубу, в якій провів два сезони, взявши участь у 5 матчах чемпіонату. 
Згодом з 2015 по 2019 рік грав у складі команд «Уніан Мадейра», «Пасуш ді Феррейра», «Ароука» та «Пасуш ді Феррейра».
Своєю грою за останню команду привернув увагу представників тренерського штабу клубу «Академіка», до складу якого приєднався 2019 року. Відіграв за клуб з Коїмбри наступний сезон своєї ігрової кар'єри. Більшість часу, проведеного у складі «Академіки» (Коїмбра), був основним гравцем атакувальної ланки команди.
Протягом 2020—2021 років захищав кольори клубу «Неа Саламіна».
До складу клубу «Динамо» (Тбілісі) приєднався 2021 року. Станом на 13 липня 2022 року відіграв за тбіліських динамівців 33 матчі в національному чемпіонаті.

## Виступи за збірну
У 2015 році залучався до складу молодіжної збірної Гани. На молодіжному рівні зіграв у 3 офіційних матчах.

## Статистика виступів

### Статистика клубних виступів
| Сезон                         | Команда                       | Чемпіонат                     | Чемпіонат | Чемпіонат | Національний кубок | Національний кубок | Національний кубок | Континентальні кубки | Континентальні кубки | Континентальні кубки | Інші змагання | Інші змагання | Інші змагання | Усього | Усього |
| Сезон                         | Команда                       | Ліга                          | Ігор      | Голів     | Ліга               | Ігор               | Голів              | Ліга                 | Ігор                 | Голів                | Ліга          | Ігор          | Голів         | Ігор   | Голів  |
| ----------------------------- | ----------------------------- | ----------------------------- | --------- | --------- | ------------------ | ------------------ | ------------------ | -------------------- | -------------------- | -------------------- | ------------- | ------------- | ------------- | ------ | ------ |
| 2013–14                       | «Пасуш ді Феррейра»           | ПЛ                            | 2         | 0         | КП+КПЛ             | 0                  | 0                  |                      | -                    | -                    | -             | -             | -             | 2      | 0      |
| 2014-січ. 2015                | «Пасуш ді Феррейра»           | ПЛ                            | 3         | 0         | КП+КПЛ             | 0+2                | 0+2                |                      | -                    | -                    | -             | -             | -             | 5      | 2      |
| січ.-черв. 2015               | «Уніан Мадейра»               | СЛ                            | 12        | 1         | КП+КПЛ             | 0+2                | 0                  |                      | -                    | -                    | -             | -             | -             | 14     | 1      |
| 2015–16                       | «Пасуш ді Феррейра»           | ПЛ                            | 19        | 2         | КП+КПЛ             | 1+2                | 0                  |                      | -                    | -                    | -             | -             | -             | 22     | 2      |
| 2016–17                       | «Пасуш ді Феррейра»           | ПЛ                            | 23        | 2         | КП+КПЛ             | 1+1                | 0                  |                      | -                    | -                    | -             | -             | -             | 25     | 2      |
| Усього за «Пасуш ді Феррейра» | Усього за «Пасуш ді Феррейра» | Усього за «Пасуш ді Феррейра» | 47        | 4         |                    | 7                  | 2                  |                      | -                    | -                    |               | -             | -             | 54     | 6      |
| Усього за кар'єру             | Усього за кар'єру             | Усього за кар'єру             | 59        | 5         |                    | 9                  | 2                  |                      | -                    | -                    |               | -             | -             | 68     | 7      |

## Досягнення
- Чемпіон Грузії (1):

«Динамо» (Тбілісі): 2022
- Володар Суперкубка Грузії (1):

«Динамо» (Тбілісі): 2023
- Володар Кубка казахської ліги (1):

«Астана»: 2024